# 72
El año 72 (LXXII) fue un año bisiesto comenzado en miércoles del calendario juliano, en vigor en aquella fecha.
En el Imperio romano, era conocido como el Año del consulado de segundo consulado de Vespasiano y Tito (o menos frecuentemente, año 825 Ab urbe condita). La denominación 72 para este año ha sido usado desde principios del período medieval, cuando el Anno Domini se convirtió en el método prevalente en Europa para nombrar a los años.

## Acontecimientos
- Antíoco IV de Comagene es depuesto por el emperador Vespasiano.
- Vespasiano y su hijo Tito ejercen el consulado por segunda vez (lo habían hecho ya dos años antes, en 70).
- Primera guerra judeo-romana: el ejército romano (Legio X Fretensis) bajo Lucilio Baso asedian la guarnición judía de Maqueronte en el mar Muerto. Después de que ellos capturan se permite a los zelotes dejar la fortaleza, antes de destruirla.
- Los romanos asedian Masadá, una fortaleza en el desierto en poder de las víctimas judías de los sicarios.
- Fundación de Flavia Neapolis (Nablus).

## Arte y literatura
- Comienza la construcción del Coliseo en Roma.

## Nacimientos
- Julia Balbila, poetisa y princesa del reino de Comagene.

## Fallecimientos
- Tomás el Apóstol, en la India.